# Antoni Łukasiewicz
Antoni Łukasiewicz (Varsavia, 26 giugno 1983) è un ex calciatore polacco, di ruolo difensore.

## Carriera

### Club
Ad agosto 2007, passa in prestito all'Uniao Leiria.

### Nazionale
Debutta con la nazionale il 14 dicembre 2008 contro la Serbia.

## Palmares

### Club

#### Competizioni nazionali
- Coppa di Polonia: 1

Arka Gdynia: 2016-2017
- Supercoppa di Polonia: 1

Arka Gdynia: 2017